# Alderney
Alderney er den nordligste af Kanaløerne, dens areal er 8 kvadratkilometer, og hovedbyen hedder St. Anne. 
Øen er under den britiske krone, men er selvstyrende og har eget flag. Det seneste valg blev afholdt i 2014.

## Geografi
Øen er 5 km lang og 3 km på sit bredeste. Hovedbyen hedder St. Anne.

## Befolkning
Ved folketællingen i 2013 havde Alderney en befolkning på 1.903. Dette var en nedgang på 17% set i forhold til 2001. Der har blandt andet været en nedgang i børn og unge og befolkningen er blevet ældre. Mangel på arbejdspladser bidrager til udvandringen blandt de yngre, samtidig med fordelagtige skattevilkår bidrager til at øen tiltrækker sig pensionister. Halvdelen af Alderneys befolkning er 55 år eller ældre.

## Politik og administration
Øen styres af et parlament kaldet States of Alderney, som består af en præsident og ti medlemmer som vælges hvert fjerde år. Præsidenten leder parlamentets månedlige møder. Alderney har også to sæder med stemmeret i Guernseys parlament.
Den daglige administrationen af øen udføres af tre komitéer – Plan- og finanskomitéen, Forvaltningskomitéen og Bygnings- og udviklingskomitéen – som støttes af et lille embedsværk. Skattepolitikken er Guernseys område, og Guernseys parlament har derfor ansvar for at gøre tilstrækkelige resurser tilgængelig for Alderneys myndigheder.
Alderneys retsapparat inkluder én domstol – Court of Alderney. Næste instans er den kongelige domstol i Guernsey, og derefter Kanalørnes ankedomstol. Sidste instans er Juridisk komité ved Det kongelige råd i Storbritannien.

## Galleri
|  |  |

|  |  |

|  |  |